# Mây tầng tích
Mây tầng tích (tiếng La tinh: Stratocumulus, ký hiệu Sc). nếu chúng phân bố ở độ cao không lớn (0,3 - 0,5 km) thì thường là lớp phủ dày màu xám phân tầng với những đám mây đen nằm song song với những mây tầng-tích sáng màu. Chúng có màu xám, thường dạng vảy, phiến lớn, giữa chúng hiện rõ màu da trời. Đó là những đám mây nước.
Ngoài ra, mưa đá một phần là do mây tầng tích gây ra.